# Preeti Lamba
Preeti Lamba (* 18. Dezember 1995) ist eine indische Leichtathletin, die sich auf den Langstrecken- und Hindernislauf spezialisiert hat.

## Sportliche Laufbahn
Erste internationale Erfahrungen sammelte Preeti Lamba im Jahr 2019, als sie bei den Südasienspielen in Kathmandu in 17:09,32 min die Bronzemedaille im 5000-Meter-Lauf hinter der Sri Lankerin U. K. Nilani Rathnayaka und ihrer Landsfrau Parul Chaudhary gewann. 2023 belegte sie bei den Asienmeisterschaften in Bangkok in 9:48,50 min den vierten Platz über 3000 m Hindernis und gewann bei den Asienspielen in Hangzhou in 9:42,32 min die Bronzemedaille hinter der Bahrainerin Winfred Mutile Yavi und ihrer Landsfrau Parul Chaudhary.

## Persönliche Bestleistungen
- 3000 Meter: 9:56,35 min, 10. Mai 2014 in Chennai
- 5000 Meter: 16:25,99 min, 20. August 2019 in Pune
- 3000 m Hindernislauf: 9:43,32 min, 2. Oktober 2023 in Hangzhou